# Larinioides patagiatus islandicola
Larinioides patagiatus là một phân loài nhện trong họ Araneidae.
Loài này thuộc chi Larinioides. Larinioides patagiatus islandicola được Embrik Strand miêu tả năm 1906.

## Hình ảnh

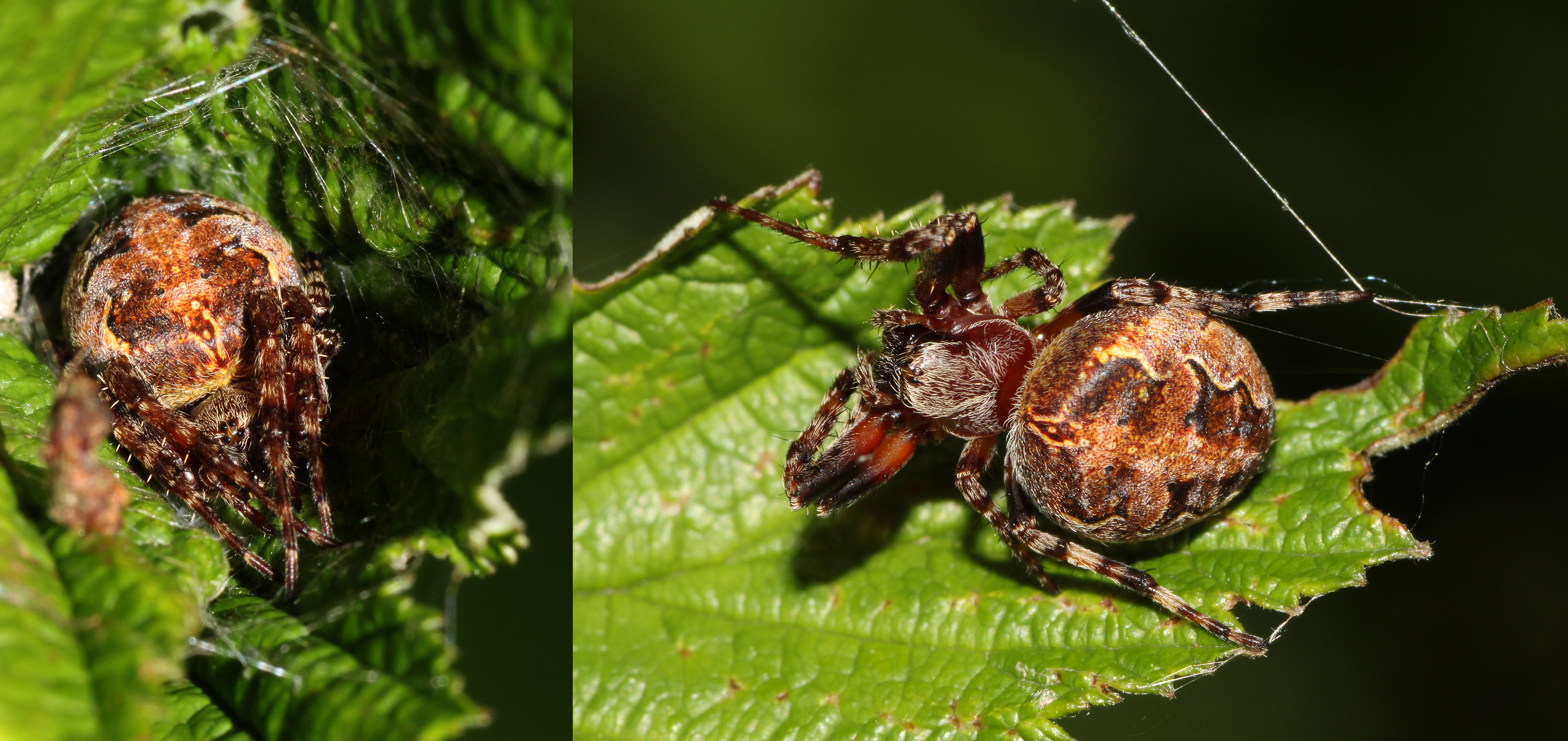
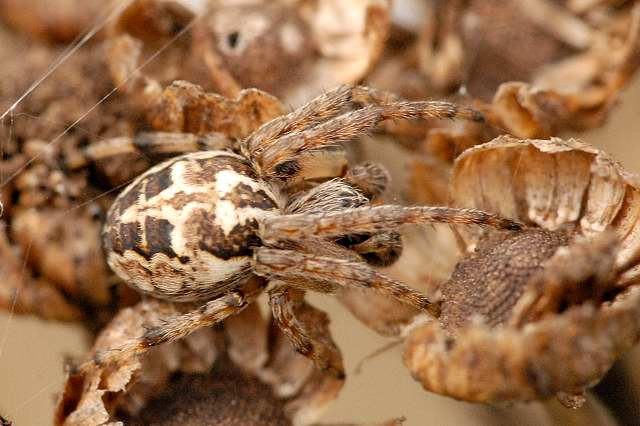